# Hello Like Before
Albums de Shirley Bassey
The Performance
(2009)
Hello Like Before est le trente-cinquième album studio de Shirley Bassey, sorti en 2014. Il entre directement no 20 au UK Albums Chart la première semaine de sa sortie. 
Hello Like Before sort en disque compact et en vinyle. 

## Liste des chansons
1. This Is What You Are
2. Englishman in New York (Sting)
3. Fever (Eddie Cooley - John Davenport)
4. I'm Still Here (Stephen Sondheim)
5. MacArthur Park (Jimmy Webb)
6. Wild Is the Wind (Dimitri Tiomkin - Ned Washington)
7. Goldfinger (John Barry - Leslie Bricusse - Anthony Newley)
8. Diamonds Are a Girl's Best Friend (avec Paloma Faith) (Leo Robin - Jule Styne)
9. Here's to Life (Artie Butler - Phyllis Molinary)
10. It Was a Very Good Year (Ervin Drake)
11. Hello Like Before

## Titres additionnels
1. We Got Music (Dario G)
2. Hey Jude (John Lennon - Paul McCartney)

## Personnel
- Shirley Bassey – chant